# Власково (Смоленская область)
Власково — деревня в Шумячском районе Смоленской области России. Входит в состав Первомайского сельского поселения. По состоянию на 2007 год постоянного населения не имеет. 
Расположена в юго-западной части области в 19 км к северо-востоку от Шумячей, в 16 км западнее автодороги А141 Орёл — Витебск, на берегу реки Остёр. В 17 км восточнее деревни расположена железнодорожная станция Остёр на линии Смоленск — Рославль. 

## История
В годы Великой Отечественной войны деревня была оккупирована гитлеровскими войсками в августе 1941 года, освобождена в сентябре 1943 года.